# 岸辺成雄
岸辺 成雄（きしべ しげお、1912年6月16日 - 2005年1月4日）は、日本の音楽学者。東京大学名誉教授。

## 略歴
教育者岸辺福雄の子として東京に生まれる。1932年、東京帝国大学文学部東洋史学科入学、卒業後は第一高等学校教授、1949年、東京大学教養学部助教授となる。1961年「唐代音楽の歴史的研究」で東京大学文学博士、学士院賞受賞。1962年に教授、1973年に定年退官、名誉教授となり、帝京大学教授に転じた。東洋音楽学会会長。
中国唐代音楽史の研究にすぐれた。東洋の音楽を研究、日本における民族音楽学、比較音楽学を確立した。

## 著書
- 『東亜音楽史考』竜吟社 1944
- 『東洋の楽器とその歴史』弘文堂書房 1948
- 『音楽の西流 サラセンよりヨーロッパへ』音楽之友社 1952 (音楽文庫)
- 『唐代音楽の歴史的研究』〔第2〕 第1  東京大学出版会 1960-61
- 『The traditional music of Japan』Kokusai Bunka Shinkokai[国際文化振興会] 1966
- 『古代シルクロードの音楽 正倉院・敦煌・高麗をたどって』講談社 1982.12
- 『天平のひびき 正倉院の楽器』音楽之友社 1984.6
- 『江戸時代の琴士物語』有隣堂 2000.9

## 共編著
- 『世界の女性史 17 中国 2 革命の中の女性たち』評論社 1976
- 『津軽箏曲郁田流の研究 歴史篇』笹森建英共著 津軽書房 1976.7
- 『世界の女性史 16 中国 1 儒教社会の女性たち』評論社 1977.9

## 翻訳
- 東洋の音楽 比較音楽的研究 ロベルト・ラッハマン 音楽之友社 1960
- 比較音楽学 クルト・ザックス 野村良雄共訳 全音楽譜出版社 1966
- 鳥海翁琴話 / 癡仙 片山雄八郎編 冬青社 1985.6